# 1900 a sportban
1900 a sportban az 1900-as év fontosabb sporteseményeit tartalmazza az alábbiak szerint:

## Események
- január 18–19. – Első alkalommal – a Budapesti Korcsolyázó Egylet rendezésében –, a városligeti nagy jégpályán tartják a magyar gyors- és műkorcsolyázó bajnokságot.[1] (A gyorskorcsolyázók férfi nagytávú összetett versenyszámában – ami 500, 1 500, 5 000 és 10 000 méterből áll – Péczely Andor, míg a műkorcsolyázóknál – az egyedül benevezett – Wein Árpád végez az első helyen.)[2]
- február 27. – Az FC Bayern München megalapítása.
- március 18. – Az Ajax Amsterdam megalapítása.
- május 14. – Megkezdődnek Párizsban a nyári olimpiai játékok.

Lásd még: 1900-ban alapított labdarúgóklubok listája

## Születések
| Születés       | Név                     | Nemzetiség, sportág, eredmények                                                                                   | Halálozás |
| -------------- | ----------------------- | --- | --------- |
| ?              | Hajdú Andor             | magyar labdarúgóedző                                                                                              | 1970      |
| ?              | Hennyey Aranka          | magyar tornász, olimpikon                                                                                         | 1987      |
| január 6.      | Haldor Halderson        | olimpiai bajnok és Stanley-kupa-győztes kanadai válogatott jégkorongozó                                           | 1965      |
| január 16.     | Helge Gustafsson        | olimpiai bajnok svéd tornász                                                                                      | 1981      |
| január 18.     | Heaton Wrenn            | olimpiai bajnok amerikai rögbijátékos                                                                             | 1978      |
| január 22.     | Aage Jørgensen          | olimpiai ezüstérmes dán tornász                                                                                   | 1972      |
| január 29.     | Włodzimierz Krygier     | Európa-bajnoki ezüstérmes ukrán születésű lengyel jégkorongozó, olimpikon                                         | 1975      |
| március 6.     | Lefty Grove             | World Series bajnok amerikai baseballjátékos, National Baseball Hall of Fame and Museum tag                       | 1975      |
| március 12.    | Rinus van den Berge     | olimpiai bronzérmes holland atléta                                                                                | 1972      |
| április 9.     | Matura Mihály           | Európa-bajnoki bronzérmes magyar birkózó, edző, sportvezető, olimpikon                                            | 1975      |
| április 22.    | Paul Florence           | amerikai baseballjátékos és amerikaifutball-játékos                                                               | 1986      |
| április 28.    | William Herald          | olimpiai ezüstérmes ausztrál úszó                                                                                 | 1976      |
| április 29.    | Götz Gusztáv            | Európa-bajnok magyar evezős                                                                                       | 1970      |
| május 28.      | Taffy Abel              | olimpiai ezüstérmes, Stanley-kupa-győztes amerikai válogatott jégkorongozó, United States Hockey Hall of Fame-tag | 1964      |
| június 10.     | Robert Baudinne         | belga válogatott jégkorongozó kapus, olimpikon                                                                    | ?         |
| július 10.     | Viggo Dibbern           | olimpiai bajnok dán tornász                                                                                       | 1982      |
| július 17.     | Eilert Bøhm             | olimpiai ezüstérmes norvég tornász                                                                                | 1982      |
| augusztus 10.  | Nicolaas Moerloos       | olimpiai ezüstérmes belga tornász, súlyemelő                                                                      | 1944      |
| augusztus 11.  | Charley Paddock         | olimpiai bajnok amerikai atléta                                                                                   | 1943      |
| augusztus 22.  | Giovanni Tubino         | olimpiai bajnok olasz tornász                                                                                     | 1989      |
| szeptember 6.  | Jacques Moeschal        | belga válogatott labdarúgó, olimpikon                                                                             | 1956      |
| szeptember 13. | Aleksander Słuczanowski | orosz születésű lengyel válogatott jégkorongozó, olimpikon                                                        | 1942      |
| szeptember 28. | Hjalmar Kelin           | finn válogatott labdarúgó                                                                                         | 1997      |
| október 5.     | Sam Olij                | holland ökölvívó, olimpikon                                                                                       | 1975      |
| október 5.     | Aleksander Tupalski     | Európa-bajnoki ezüstérmes lengyel válogatott jégkorongozó, olimpikon                                              | 1980      |
| október 7.     | Roger François          | olimpiai és világbajnok francia súlyemelő                                                                         | 1949      |
| október 11.    | Hans Christian Sørensen | olimpiai ezüstérmes dán tornász                                                                                   | 1984      |
| október 16.    | Goose Goslin            | World Series bajnok amerikai baseballjátékos, National Baseball Hall of Fame and Museum tag                       | 1971      |
| október 20.    | Ragnar Tidqvist         | Európa-bajnoki ezüstérmes svéd válogatott jégkorongozó                                                            | ?         |
| október 21.    | Konrad Granström        | olimpiai bajnok svéd tornász                                                                                      | 1982      |
| október 24.    | Ossie Bluege            | World Series bajnok amerikai baseballjátékos                                                                      | 1985      |
| október 26.    | Pierre Braine           | belga válogatott labdarúgó, olimpikon                                                                             | 1951      |
| november 3.    | Gallowich Tibor         | magyar labdarúgó, kapus, edző, szövetségi kapitány, újságíró                                                      | 1952      |
| november 11.   | Halina Konopacka        | olimpiai bajnok lengyel atléta                                                                                    | 1989      |
| november 30.   | Walter Brück            | Európa-bajnok és Európa-bajnoki bronzérmes osztrák válogatott jégkorongozó, olimpikon                             | 1968      |
| november 30.   | Dusóczky Andor          | magyar orvos, az első magyar okleveles sportorvos                                                                 | 1971      |
| december 12.   | Borbély Sándor          | román válogatott labdarúgó                                                                                        | 1987      |
| december 27.   | Hans Stuck              | német autóversenyző, Formula–1-es pilóta                                                                          | 1978      |
| december 28.   | Birger Holmqvist        | olimpiai és világbajnoki ezüstérmes, Európa-bajnok és Spengler-kupa-győztes svéd válogatott jégkorongozó          | 1989      |
| december 29.   | Nicolas Hoydonckx       | belga válogatott labdarúgó, olimpikon                                                                             | 1985      |

## Halálozások
| HalálozásSzületés | Név              | Nemzetiség, sportág, eredmények                               | Születés |
| ----------------- | ---------------- | ------------------------------------------------------------- | -------- |
| augusztus 12.     | Wilhelm Steinitz | / osztrák-amerikai sakkozó, az első hivatalos sakkvilágbajnok | 1836     |
| szeptember 14.    | Ed Knouff        | amerikai baseballjátékos                                      | 1868     |